# Kościół św. Jana Ewangelisty w Lublanie
Kościół św. Jana Ewangelisty (słoweń. kapucinska cerkev sv. Janeza Evangelista) – nieistniejący kościół rzymskokatolicki zakonu kapucynów w Lublanie.
Kapucyni zostali sprowadzeni do Lublany przez biskupa Tomaža Hrena na początku XVII wieku. Kamień węgielny pod budowę kościoła założono w 1607, a już w 1608 świątynia była wybudowana i poświęcona. Prace budowlane prowadził budowniczy Giovanni Baptista Donino. W 1628 dobudowano kaplicę św. Jana Chrzciciela, w 1695 kaplicę bł. Feliksa z Kantalicjo.
Kościół został zamknięty w 1809 podczas okupacji napoleońskiej. Klasztor zamieniono na koszary, a w kościele umieszczono konie. Po kasacie zakonu obrazy z kościoła zostały przeniesione do klasztoru urszulanek w Lublanie. W 1817 cały kompleks klasztorny wraz z kościołem został sprzedany na aukcji, po czym budynki rozebrano.
Kościół był jednonawowy z płytkim prezbiterium i kaplicami oraz smukłą sygnaturką nad prezbiterium. Fasada była skromna, bez detalu architektonicznego, jedyną jej ozdobę stanowiły okna.